# Prugg (zámek)

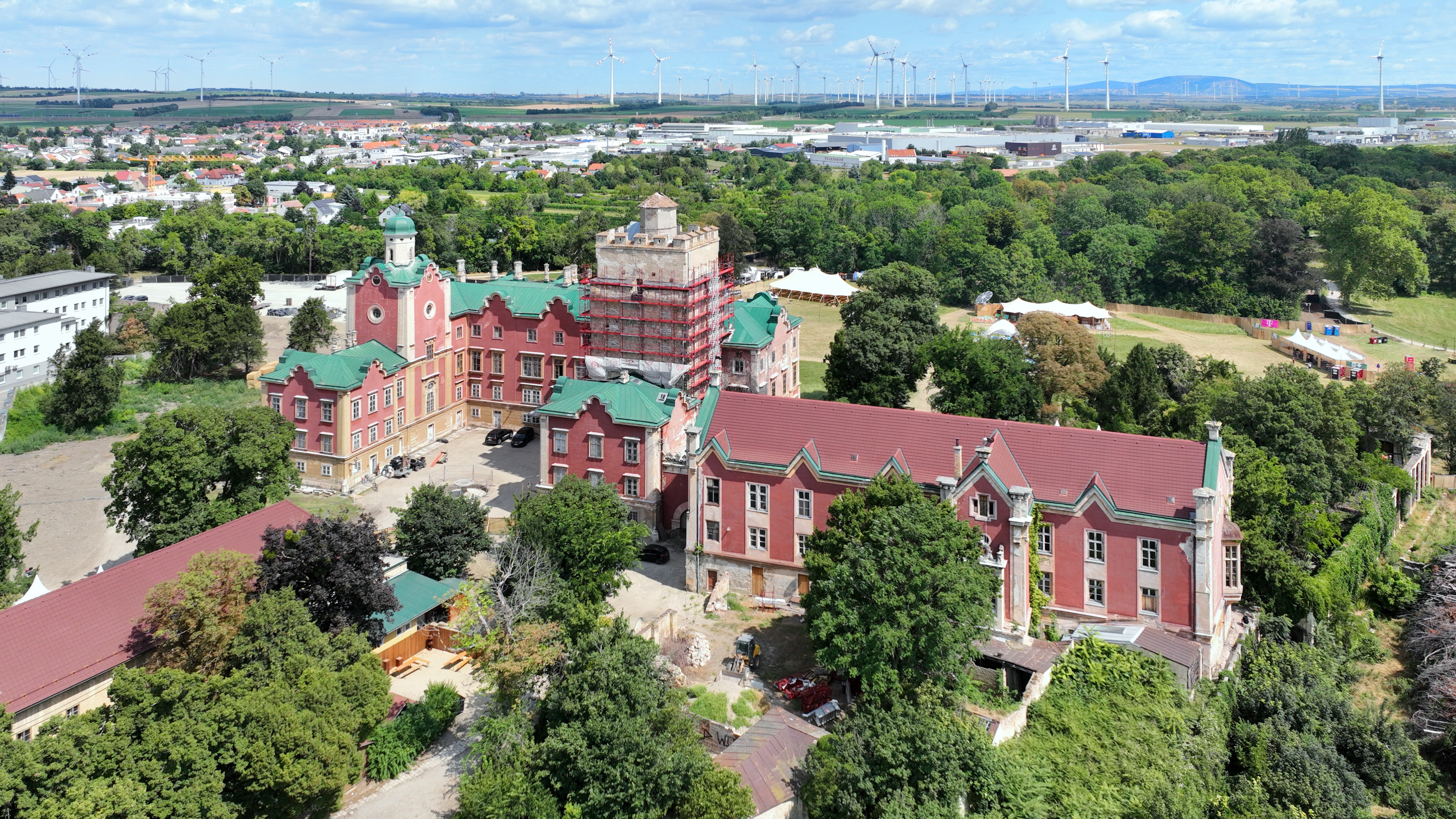
Letecký pohled na hrad Prugg

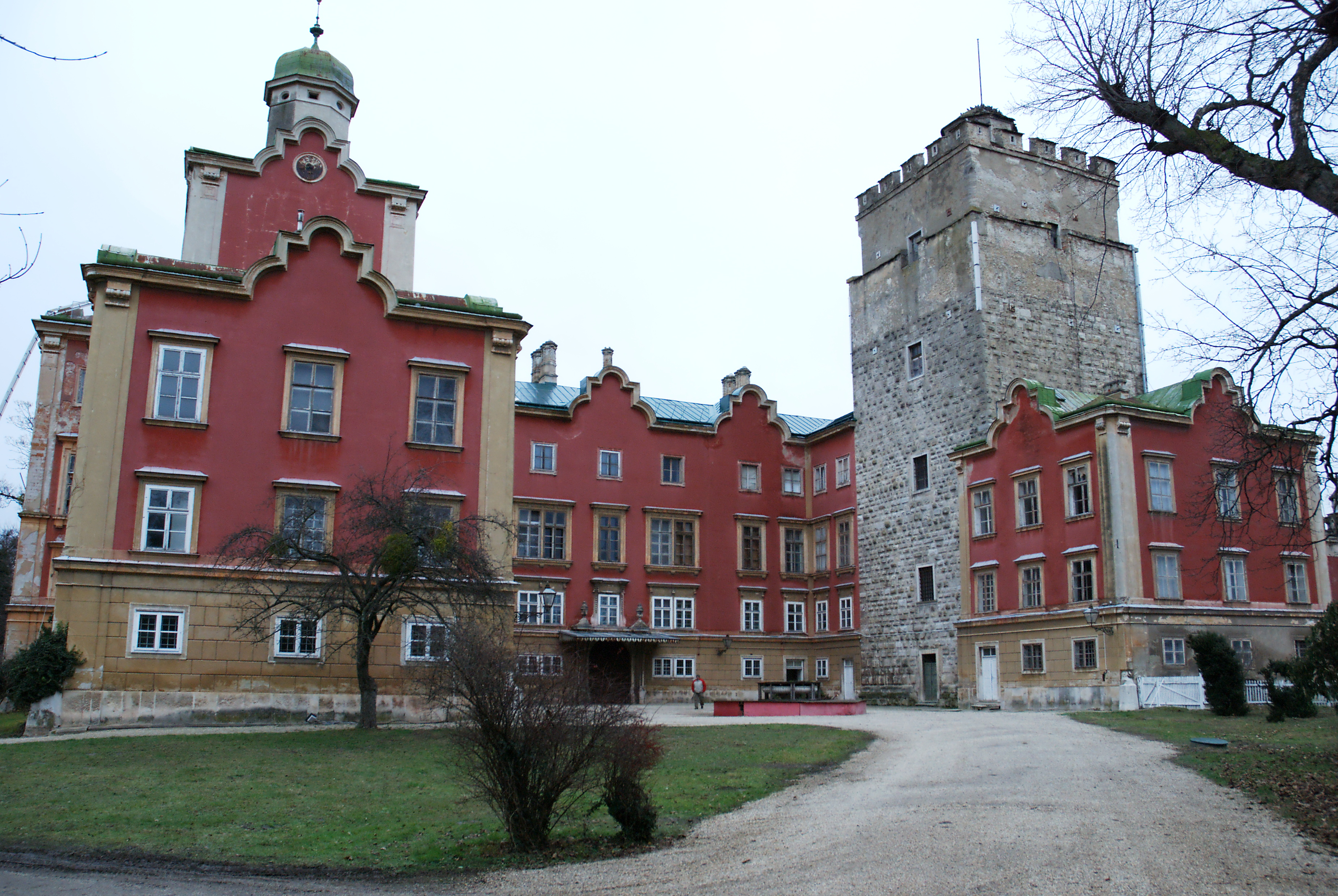
Zámek Prugg

Zámek Prugg je městský zámek v Brucku an der Leitha v rakouské spolkové zemi Dolní Rakousy.
Soukromý majetek rodiny Harrachů s parkem a pomocnou budovou tvoří vlastní katastrální území města Brucku. Zámek není přístupný veřejnosti, avšak park ano.

## Historie
Zámek byl původně hradem postaveným na obranu před útoky Uhrů. Oblast patřila k daru z roku 1074 od krále Jindřich IV. (1050-1106) na biskupa z Freisingu. K názvu Ascherichsbrugge došlo biskupem Ascherich, který kolem roku 1000 vedl arcibiskupství Gran.
Po několikeré změně majitele připadlo místo a panství v roce 1236 na Babenberky. Tehdejší vodní hrad „Wasserburg“ je poprvé uvedený v dokumentech v roce 1242. V bezprostřední blízkosti se nacházel most přes Litavu (Leitha), už za Římanů byl důležitý a tvořil říšskou hranici. Proto měl hraniční hrad velký vojenský význam a ve středověku byl jen propůjčen. Jen v naléhavé potřebě peněz byl krátkodobě zastavován. S tím počítali např. Kuenringové.
Hrad často odolával opakovaným útokům. Jen roku 1484 se musel pro nedostatek potravin po šestitýdenním obléhání Uhry vzdát. Ale už roku 1490 byl už opět ve vlastnictví Maxmiliána I. (1459-1519). Za prvního tureckého obléhání sultánem Sulejmanem (asi 1494-1566) se musel opět vzdát.
V roce 1560 byla obec a hrad zastaven za barona Leonharda IV. z Harrachů, který byl již také majitelem sousedního Rohrau. V průběhu třicetileté války došlo k úplnému vlastnictví na říšského hraběte Carl von Harrach. Kvůli ochrannému dopisu od Kara Mustafa Paša zůstal hrad při druhém tureckém obléhání v roce 1683 ušetřen.
Po tureckých válkách byl hrad od základů přestavěn. V letech 1707-1711 nechal Aloys Thomas Raimund hrabě Harrach, zemský maršál v Dolním Rakousku, nechal starší zámek v Bruck an der Leitha kompletně přestavět architektem Johannem Lukasem von Hildebrandt (1668-1745). S Hildebrandtem pracovali sochař Johann Bendl, Giovanni Battista Passerini (1658-1710) z císařského kamenolomu, Giovanni Stanetti a Joseph Kracker, štukatér Alberto Camesina (1675-1756) a Santino Bussi (asi 1664-1736) a malíř fresek Bartolomeo Altomonte (1694-1783). Dokumentováno je velké množství objednávek pro kamenická řemesla z císařského kamenolomu.
Interiéry byly dokončeny teprve po roce 1730. V roce 1789 byla barokní zahrada přeměněna na anglický park.
Další rozsáhlejší práce na zámku nechal provést říšský hrabě Johann von Harrach v roce 1792. V polovině 19. století byla postavena romantická brána a novogotický dům pro dozorce parku. V letech 1854 do 1858 dostal zámek anglický tudorovský styl za dozoru anglického architekta Charlese Bucktona Lamba.
Park byl až do první světové války udržovaný a pěstěný padesáti zahradníky. Podle záznamů bylo v parku až 6000 různých stromů a druhů rostlin.
V roce 1945 byl zámek velmi vydrancován. Některé části se však podařilo zachránit.
Zámek Prugg je stále ještě v rodinném majetku rodu Harrachů.